# Hostínov
Hostínov (německy Hossen) je zaniklá ves na území obce Polná na Šumavě v okrese Český Krumlov.

## Historie
První písemná zmínka o vesnici pochází z roku 1440. Ves byla do zavedení obecního zřízení v polovině 19. století součástí českokrumlovského panství. Potom byla osadou obce Mýto. V roce 1930 zde stálo 5 domů a žilo zde 47 obyvatel. V letech 1938 až 1945 byl Hostínov v důsledku uzavření Mnichovské dohody přičleněn k nacistickému Německu. V letech 1950 až 2015 byl součástí vojenského újezdu Boletice. Od 1. ledna 2016 je součástí obce Polná na Šumavě.